# Charles Duncan O'Neal

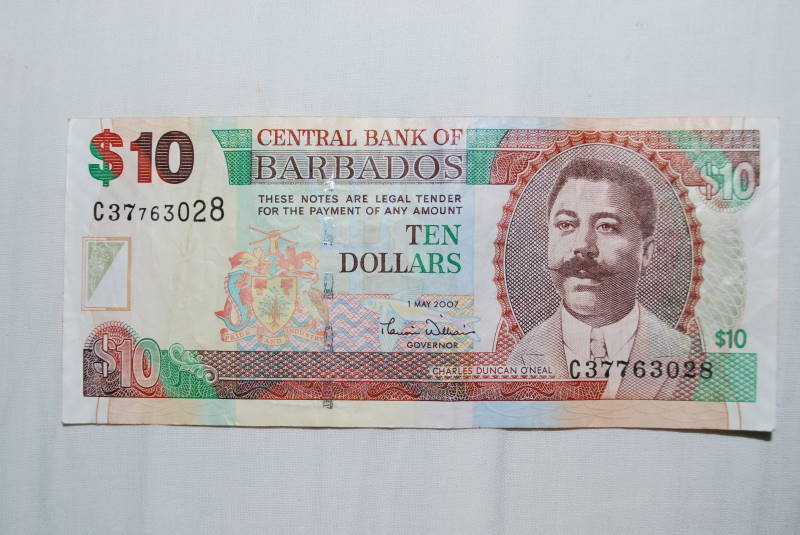
Charles Duncan O'Neal na barbadoské desetidolarové bankovce

Charles Duncan O'Neal (30. listopadu 1879, Saint Lucy – 19. listopadu 1936) byl barbadoský lékař, politik a aktivista za práva pracujících. V roce 1924 založil radikální Demokratickou ligu.

## Životopis
Charles Duncan O'Neal se narodil v Saint Lucy na Barbadosu Josephu a Kathleen O'Nealovým. Jeho otec byl kovář, z něhož se později stal obchodník. Charles Duncan O'Neal studoval na Harrison College a v roce 1899 odjel studovat medicínu na Edinburskou univerzitu. Zde odpromoval dne 23. července 1904.

### Politická kariéra
Během univerzitních studií se O'Neal stal aktivním členem Nezávislé labouristické strany Kiera Hardieho. Po své promoci působil v krajské radě v Sunderlandu, kde jeho názory ovlivnila práce s horníky v uhelných dolech a s dělníky z Newcastlu.
Když se O'Neal vrátil na Barbados, progresivní síly již začaly agitovat za větší práva pro dělnickou třídu v neprospěch stávajícího stavu, který byl stále vládou elity přímo navázané na plantážnictví a koloniální minulost. V roce 1924 založil spolu s Clennellem Wickhamem Demokratickou ligu.
Před rokem 1942 byl zákonnou podmínkou volebního práva minimální příjem a také vlastnictví alespoň jednoho akru půdu, nebo půdy, jejíž výnos pokryl alespoň minimální zisk. To omezilo volební právo na bohatou elitu, z nichž mnozí byli vlastníky plantáží, na kterých se pěstovala cukrová třtina, a které stále dominovaly v zemědělském krajině Barbadosu. Ve 20. letech 20. století se však vesnice začaly rozšiřovat, což mělo za následek vzestup počtu lidí s nově nabitým volebním právem. Tito noví voliči byli převážně z řad pracující třídy. Prvním cílem O'Nealovy Demokratické ligy byla zvýšená registrace těchto nových voličů ve snaze prosadit legislativu, která byla široce oponována bohatou elitou. Jednalo se o povinné bezplatné vzdělávání, zrušení dětské práce a rozšířenou ochranu dělníků. V rámci této snahy a se svým zázemím v labouristickém a demokratickém socialismu O'Neal také pracoval na organizaci a odborové organizaci pracujících, včetně jejich zastupování během stávek.
O'Neal byl v roce 1932 zvolen za volební obvod města Bridgetown do sněmovny a toto místo zastával až do své smrti dne 19. listopadu 1936.

## Jeho odkaz
Demokratická liga posunula barbadoskou politiku od paradigmatu, který se zaměřoval na hlasování pro jednotlivce, na systém politických stran. Některých cílů O'Nealovy Demokratické ligy se ujali jeho oponenti z Barbadoské labouristické strany. Další, jako například bezplatné vzdělávání, později splnila Demokratická labouristická strana.
Jeden ze dvou hlavních mostů přes řeku Carreenage v Bridgetonu, Charles Duncan O'Neal Bridge, nese jeho jméno. Zákonem parlamentu z roku 1998 byl O'Neal jmenován jedním z národních hrdinů Barbadosu. Jeho podobizna se také nachází na bankovce s hodnotou 10 barbadoských dolarů.